# Sergei Sergeyevich Orlov
Sergei Sergeyevich Orlov (tiếng Nga: Сергей Сергеевич Орлов, 22 tháng 8 năm 1921 – 7 tháng 10 năm 1977) – nhà thơ Nga Xô Viết.

## Tiểu sử
Sergei Orlov sinh ở Vologda. Cả bố và mẹ đều là những giáo viên trường làng. Bài thơ thiếu nhi Тыква được giải thơ học sinh toàn Liên bang Xô Viết năm 1938. Những bài thơ đầu tiên in các tờ báo địa phương. Năm 1940 vào học tại khoa sử Đại học Petrozavod. Sau khi Chiến tranh Vệ quốc bùng nổ, Orlov chiến đấu trong trung đoàn sinh viên tình nguyện ra mặt trận. Năm 1944 suýt chết cháy trong chiếc xe tăng bị cháy. Kết quả là sau này ông để râu rất dài để che các vết sẹo. Năm 1946 in quyển thơ đầu tiên Третья скорость.
Năm 1954 tốt nghiệp trường viết văn Maxim Gorky. Từ năm 1958 tham gia ban lãnh đạo Hội Nhà văn Liên bang Nga, phụ trách mảng thơ ca của tạp chí Нева và tham gia Hội đồng biên tập của tạp chí Аврора. Tập thơ Верность của ông được tặng Giải thưởng Nhà nước Liên bang Nga mang tên Maxim Gorky năm 1974. Sau đó ông trở thành thành viên Ban giám khảo Hội động xét Giải thưởng Lenin và Giải thưởng Nhà nước.
Sergei Orlov mất ngày 7 tháng 10 năm 1977 ở Moskva. Tên của ông được đặt cho một đường phố ở trung tâm Vologda. 

## Tác phẩm
- Третья скорость (1946)
- Поход продолжается (1948)
- Радуга в степи (1952)
- Городок (1953)
- Стихотворения (1954)
- Голос первой любви (1958)
- Стихотворения. 1938—1956» (1959)
- Одна любовь (1963)
- Колесо и Созвездье (1965)
- Лирика (1966)
- Страница (1969)

## Một số bài thơ
| Giọng tình đầu của tôi Giọng tình đầu của tôi – phí uổng, muộn màng Bỗng kêu lên, bắt lặng ngừng phút chốc Vang đến bây giờ hứa hẹ niềm hạnh phúc Giọng tình đầu, sao ngươi vẫn còn nguyên?.. Trên đất bỏng, từ Moskva đến Berlin Bụi trên đường, sống khó hơn là chết Thanh lương trà rỉ máu, bạch dương băng trắng toát Giọng tình đầu, sao ngươi vẫn còn nguyên? Trên cổng ván có bông tuyết cây dương Cơn lạnh đầu trên môi – vết bỏng không chùi được.. Tháng năm trôi, như quả đồi không xê dịch Giọng tình đầu, sao ngươi vẫn còn nguyên?! Con người ta lạnh lẽo thiếu bài ca Mặt đất mở ra cho tất cả gió Tôi không biết: liệu trên đời còn chỗ Nơi con người không tin những bài ca. Bài ca không viết ra ở trần gian Chỉ đơn giản đội quân qua thành phố Những cô gái ước ao và buồn bã Và giản đơn ai đấy dạo phong cầm. Cây bạch dương màu trắng rũ sạch tươm Và đứng dậy trong làng, bên cửa sổ Con tim đáp lời con tim đâu đó Và bài ca trên mặt đất vang lên. Như rừng ầm ĩ, như người sinh ra Như mưa khóc, như hoàng hôn rực lửa Bài ca trên đời ngàn năm vẫn thế Và bài ca không cần phải viết ra. Bản dịch của Nguyễn Viết Thắng | Голос первой любви моей Голос первой любви моей - поздний, напрасный - Вдруг окликнул, заставил на миг замереть, И звучит до сих пор обещанием счастья. Голос первой любви, как ты мог уцелеть?.. Над горящей землей от Москвы до Берлина Пыль дорог, где отстать - хуже, чем умереть, И в бинтах все березы, в крови все рябины... Голос первой любви, как ты мог уцелеть? На тесовой калитке снежок тополиный, Холодок первый губ, как ожог, не стереть... А года пролетели, их, как горы, не сдвинуть. Голос первой любви, как ты мог уцелеть?! Человеку холодно без песни На земле, открытой всем ветрам. Я не знаю: в мире место есть ли, Где не верят песням, как кострам. Песни на земле не сочиняют,— Просто рота городом пройдет, Просто девушки грустят, мечтают Да гармошку кто-то развернет. Белая береза отряхнется, Встанет под окошками в селе, Сердце где-то сердцу отзовется,— И поется песня на земле. Как лесам шуметь, рождаться людям, Ливням плакать, зорям полыхать — Так и песня вечно в мире будет, И ее не надо сочинять. |